# AIDA64
AIDA64 — утиліта FinalWire Ltd. для тестування та ідентифікації компонентів персонального комп'ютера під керуванням операційних систем Windows, що надає детальні відомості про апаратне та програмне забезпечення. Є послідовницею утиліти Everest, що належала з 2004 по 2010 рік компанії Lavalys , яка в свою чергу заснована на AIDA32.

## Історія
За свою більш ніж 20-річну історію програма перейменовувалась кілька разів:
- ASMDEMO (1995) — перший варіант програми, здатної виявляти та виконувати діагностику компонентів ПК, написав Тамаш Міклош на асемблері та частково на паскалі. У 1996 році була представлена перша публічна версія ASMDEMO v870, що включає бенчмарк CPU та HDD.
- AIDA (2000) — база даних обладнання містить 12 000 записів з підтримкою MMX та SSE. Пізніше, з розширенням можливостей, програма була перейменована на AIDA16, проте все також мала текстовий інтерфейс.
- AIDA32 (2001) — написана на Delphi, програма стала використовувати графічний інтерфейс. У 2002 році вийшла версія 2.00, що підтримує звіт XML та базу даних SQL. Версія 3.61, представлена у 2003 році, мала базу даних обладнання на 25 000 записів, моніторинг та підтримку 23 мов. Остання версія 3.94.2 вийшла у березні 2004 року.
- Everest (2004) — програма стає комерційною, а її розробкою займається компанія Lavalys[en]. Версія 3.00, що вийшла у 2006 році, містить базу даних обладнання на 44 000 записів, графічний віддалений контроль та тест стабільності системи. Остання версія 5.50 була представлена в квітні 2010[6].
- AIDA64 (2010) — права на програму отримує компанія FinalWire[7][8][9]. База даних обладнання містить 115 000 записів з підтримкою 64-bit та SSD. Версія 2.00, що з'явилася у жовтні 2011 року, отримала можливість автоматичного оновлення, а база даних збільшилась до 133 000 записів[10][11]. Версія 5.95, що вийшла у листопаді 2017 року, має базу даних обладнання на 170 000 записів.

## Можливості програми
Програма аналізує конфігурацію комп'ютера та видає докладну інформацію про:
- встановлені у системі пристрої — процесори, системні плати, відеокарти, аудіокарти, модулі пам'яті тощо.
- їх характеристики: тактова частота, напруга живлення, розмір кешів, і т. д. буд.
- підтримувані ними набори команд та режими роботи
- їх виробники
- встановлене ПЗ
- конфігурацію операційної системи
- встановлені драйвери
- програми, що автоматично завантажуються
- запущені процеси
- наявні ліцензії

Програма дозволяє вивести звіт з повним набором даних у форматі простого тексту, HTML або MHTML.

## Тестування продуктивності ПК
У програмі є досить широкий набір бенчмаркінгових тестів:
- читання з пам'яті — тестує швидкість пересилання даних із ОЗП до процесора.
- запис у пам'ять — тестує швидкість пересилання даних із процесора до ОЗУ.
- копіювання в пам'яті — тестує швидкість пересилання даних з одних осередків пам'яті до інших через кеш процесора.
- затримка пам'яті — тестує середній час зчитування процесором даних із ОЗП.
- CPU Queen — тестує продуктивність процесора в цілих операціях при вирішенні класичної " Задачі з ферзями ".
- CPU PhotoWorxx — тестує продуктивність блоків цілих арифметичних операцій, множення, а також підсистеми пам'яті при виконанні ряду стандартних операцій з RGB- зображеннями.
- CPU ZLib — тестує продуктивність процесора та підсистеми пам'яті при створенні архівів формату ZIP за допомогою популярної відкритої бібліотеки zlib. Використовує цілочисленні операції.
- CPU AES — тестує швидкість процесора при виконанні шифрування по криптоалгоритму AES. Здатний використовувати низькорівневі команди шифрування процесорів VIA C3 і C7.
- FPU Julia — тестує продуктивність блоків процесора, що виконують операції з плаваючою комою, у обчисленнях з 32-розрядною точністю. Моделює кілька фрагментів фракталу Жюліа. При можливості використовує інструкції MMX, SSE та 3DNow!.
- FPU Mandel — тестує продуктивність блоків процесора, що виконують операції з плаваючою комою, у обчисленнях з 64-розрядною точністю шляхом моделювання кількох фрагментів фракталу Мандельброта. Здатний використовувати інструкції SSE2.
- FPU SinJulia — ускладнений варіант тесту FPU Julia. Тестує продуктивність блоків процесора, що виконують операції з плаваючою комою, у обчисленнях з 80-розрядною точністю. Використовує інструкції x87, призначені для обчислення тригонометричних та показових функцій.

## Редакції
Програма має 4 редакції та версії для мобільних систем:
- Extreme — діагностика, тестування та збирання системної інформації для домашніх користувачів;
- Engineer — діагностика, тестування та збирання системної інформації для фахівців та інженерів у сфері ІТ;
- Network Audit — інвентаризація програмного та апаратного забезпечення для підприємств;
- Business — інвентаризація мережі та управління ІТ-активами для підприємств[13];
- for Mobile devices — мобільні версії програми для операційних систем: Android, iOS, Windows Phone та Sailfish OS.